# Hanila
Koordinaten: 58° 33′ N, 23° 36′ O
Das Dorf Hanila (Hanila küla) liegt in der Landgemeinde Lääneranna im Kreis Pärnu (bis 2017: Landgemeinde Hanila im Kreis Lääne) in Estland.

## Einwohnerschaft und Lage

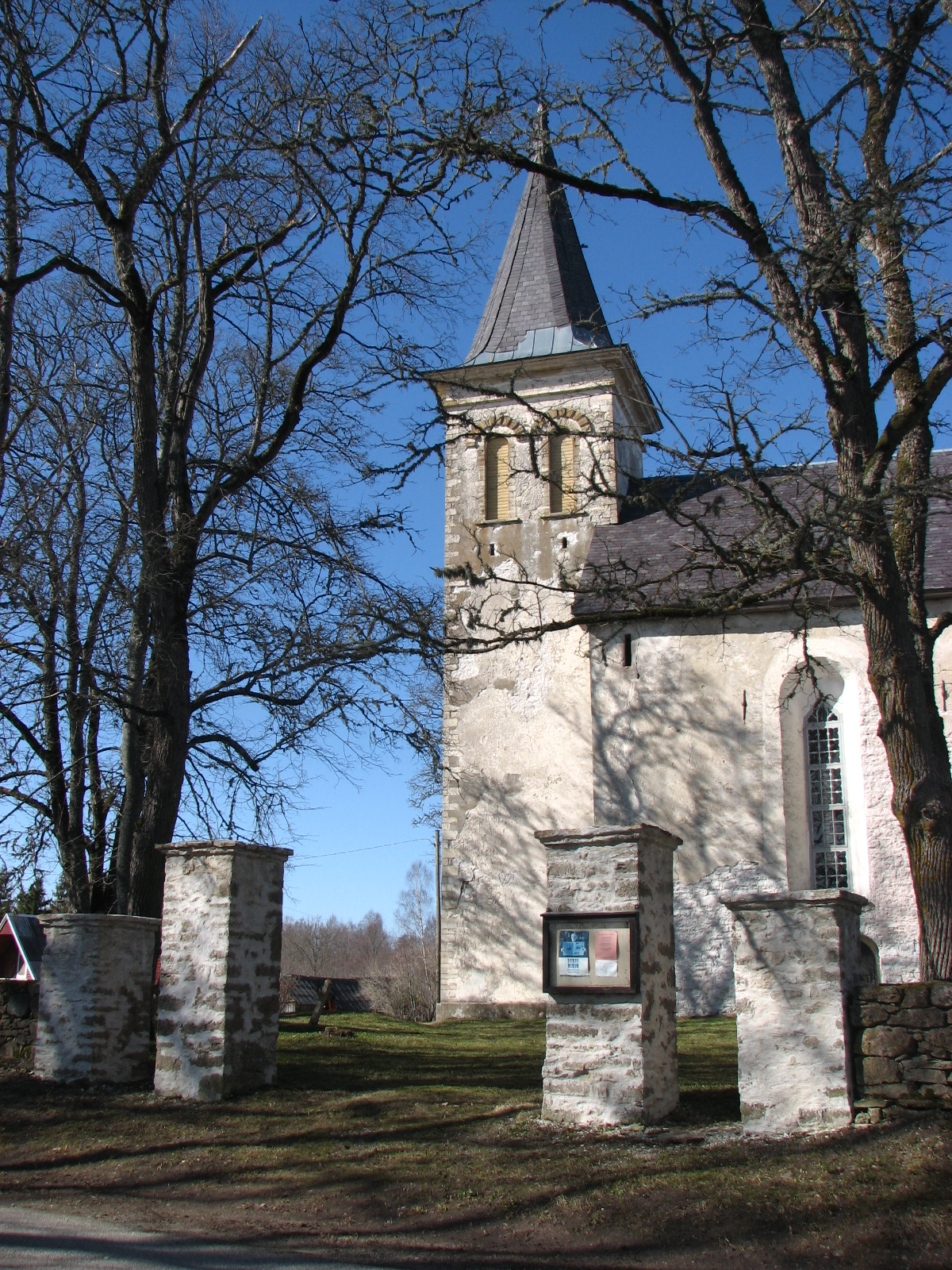
Paulus-Kirche von Hanila

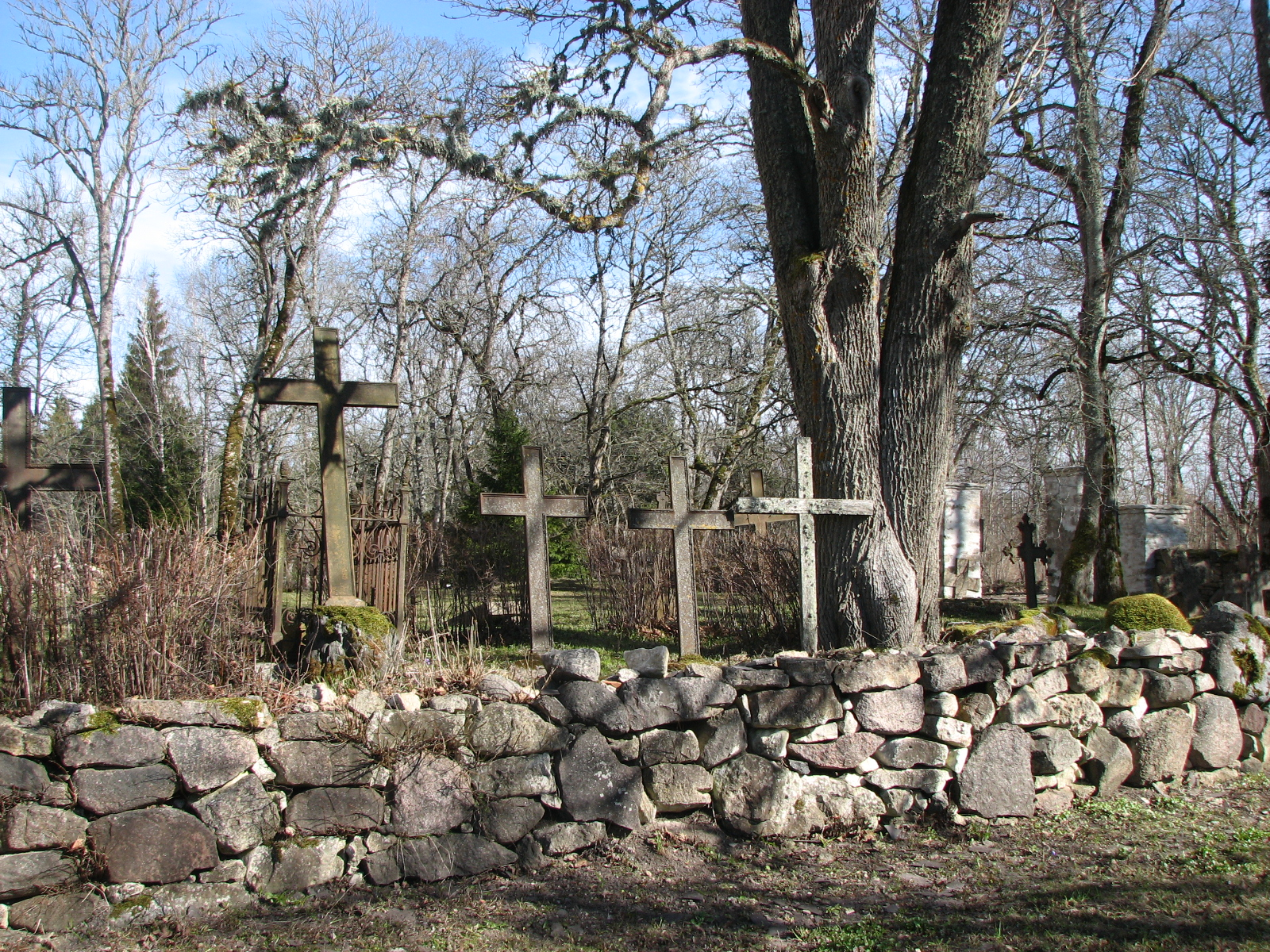
Friedhof

Der Ort hat 39 Einwohner (Stand 1. Januar 2013). Er liegt acht Kilometer nordöstlich des Fährhafens Virtsu.
Hanila (deutsch Hannehl) wurde erstmals 1154 in der geographischen Beschreibung des arabischen Kartografen al-Idrisi erwähnt.

## Dorfmuseum
1993 wurde in den Räumen der ehemaligen Schule ein Museum gegründet. Es beschäftigt sich vor allem aus ethnographischer Sicht mit der örtlichen Textil- und Schmuckkunst. Daneben wird das historische Leben der bäuerlichen Gesellschaft Läänemaas dargestellt.

## Paulus-Kirche
Die heute evangelisch-lutherische Paulus-Kirche von Hanila gilt als eine der ältesten erhaltenen Gotteshäuser in der Region.
Die zunächst turmlose Wehrkirche mit ihrem schmalen, viereckigen Chor wurde zwischen 1260 und 1270 auf Initiative des Livländischen Ordens an der wichtigen Verbindungsstraße zwischen Tallinn und Virtsu errichtet. Das einschiffige Gebäude aus Stein ist schlicht gehalten. Erst 1857/59 wurde der Turm ergänzt.
Erhalten sind im Inneren trapezförmige Grabplatten aus dem 13. Jahrhundert. Altarretabel und Kanzel sind barocke Schnitzarbeiten vom Beginn des 18. Jahrhunderts. Sie stammen vermutlich von dem Kölner Meister Friedrich Weiss, der während des Nordischen Krieges in Pärnu tätig war.